# Snoop Cube 40 $hort
Albums de Snoop Dogg
BODR
(2022) Missionary
(2024)
Albums d'Ice Cube
Everythang's Corrupt
(2018) Man Down
(2024)
Albums d'E-40
Practice Makes Paper
(2019)
Albums de Too $hort
The Vault
(2019)
Singles
1. Big Subwoofer
Sortie : 2021
2. Too Big
Sortie : 21 octobre 2022

Snoop Cube 40 $hort est le premier album studio de Mount Westmore — un supergroupe constitué de Snoop Dogg, Ice Cube, E-40 et Too $hort — sorti en 2022 sur le label MNRK Music Group. L'opus est initialement proposé en Blockchain courant 2022 avant d'être diffusé à grande échelle sur les plateformes de streaming fin 2022 avec des titres supplémentaires. La production est assurée par Rick Rock, Ant Banks, Soopafly et Droop-E. L'album ne contient qu'une collaboration avec la présence de P-Lo de The HBK Gang (en).

## Liste des titres
| No  | Titre                    | Auteur                                                                        | Producteurs                          | Durée |
| --- | ------------------------ | ----------------------------------------------------------------------------- | ------------------------------------ | ----- |
| 1.  | California               | - Earl Stevens - Todd Shaw - O'Shea Jackson - Calvin Broadus - Ricardo Thomas | Rick Rock                            |       |
| 2.  | Motto                    | - Stevens - Shaw - Jackson - Broadus - Thomas                                 | Rick Rock                            |       |
| 3.  | Big Subwoofer            | - Stevens - Shaw - Jackson - Broadus - Chris Ju - Patrick John Kesack         | - Kato - P. Keys                     |       |
| 4.  | Too Big (featuring P-Lo) | - Stevens - Shaw - Jackson - Broadus - Paolo Rodriguez                        | P-Lo                                 |       |
| 5.  | Activated                | - Stevens - Shaw - Jackson - Broadus - Shawn Johnson                          | - ShawnSki - We Got Hits Productions |       |
| 6.  | Have a Nice Day          | - Stevens - Shaw - Jackson - Broadus                                          | - Dem Jointz - Jenn Em               |       |
| 7.  | Ghetto Gutter            | - Stevens - Shaw - Jackson - Broadus - Anthony Banks - Earl Stevens Jr.       | - Ant Banks - Droop-E                |       |
| 8.  | Free Game                | - Stevens - Shaw - Jackson - Broadus - Arcale Turner                          | DecadeZ                              |       |
| 9.  | I Got Pull               | - Stevens - Shaw - Jackson - Broadus - Simon McKinley - Kevin Duane McCord    | ProHoeZak                            |       |
| 10. | Up & Down                | - Stevens - Shaw - Jackson - Broadus - Turner                                 | DecadeZ                              |       |
| 11. | Do My Best               | - Stevens - Shaw - Jackson - Broadus - Priest Brooks                          | Uncle Chucc                          |       |
| 12. | Lace You Up              | - Stevens - Shaw - Jackson - Broadus                                          | Soopafly                             |       |
| 13. | Tribal                   | - Stevens - Shaw - Jackson - Broadus                                          | Jelly Roll                           |       |
| 14. | How Many                 | - Stevens - Shaw - Jackson - Broadus                                          | - Ant Banks - Big Zeke               |       |
| 15. | On Camera                | - Stevens - Shaw - Jackson - Broadus                                          | Rick Rock                            |       |
| 16. | Mash                     | - Stevens - Shaw - Jackson - Broadus - EJ Galloway                            | EJ Galloway                          |       |

## Samples
- I Got Pool contient des samples de Pull Fancy Dancer / Pull de One Way et de Pimpology de Too $hort[1].
- Tribal contient un sample de On the Boulevard de Dr. Dre et Snoop Dogg.

## Classements
| Classements (2022)              | Meilleure position |
| ------------------------------- | ------------------ |
| États-Unis (Billboard 200)      | 188                |
| États-Unis (Independent Albums) | 24                 |